# ギャヴィン・シュミット
ギャヴィン＝チャールズ・シュミット（Gavin Charles Schmitt、1986年1月27日 - ）は、カナダの元バレーボール選手。元カナダ代表。

## 来歴
サスカトゥーン出身。
フランスリーグなどで経験を積むと、2009年にサムソン火災ブルーファングスに移籍。エースとして韓国Vリーグ連覇を達成。MVPなど数多くの賞を手にした。2012年にはロシアリーグのイスクラ・オシンツォボに移籍するとロマン・ヤコブレフやアレクセイ・クレショフらのベテランとシーズンを過ごす。2013年にトルコリーグのアスカル・イズミルへ移籍。
2007年にカナダ代表入りを果たすと、ワールドリーグや北中米選手権などで経験を重ね、三大大会でのメダル獲得は無いものの、2013年北中米選手権では銀メダル獲得に貢献。翌年の2014年バレーボール男子世界選手権で第一ラウンドを突破し、第二ラウンドでもグループ4位で全体7位のチーム最高順位となる。
2017年9月、日本の東レはギャヴィンの移籍加入を発表した。
370cm越えの高さから繰り出される強烈なスパイクとサーブが持ち味。

## 球歴
- オリンピック - 2016年（5位）
- 世界選手権 - 2010年（19位）、2014年（7位）
- 北中米選手権 - 2011年（銅メダル）、2013年（銀メダル）

## 所属チーム
- アレクサンドルーポリ（2007-2008年）
- アラゴ・ド・セット（2008-2009年）
- 三星火災ブルーファングス（2009-2012年）
- イスクラ・オジンツォボ（2012-2013年）
- アスカル・イズミル（2013-2015年）
- Funvic Taubaté（2015-2016年）
- アセッコ・レソヴィア・ジェシュフ（2016-2017年）
- 東レアローズ（2017-2018年）
- オリンピアコス（2018-2019年）
- 水原韓国電力ビクストーム（2019-2020年）
- パリ・バレー（2020年）